# A21 road

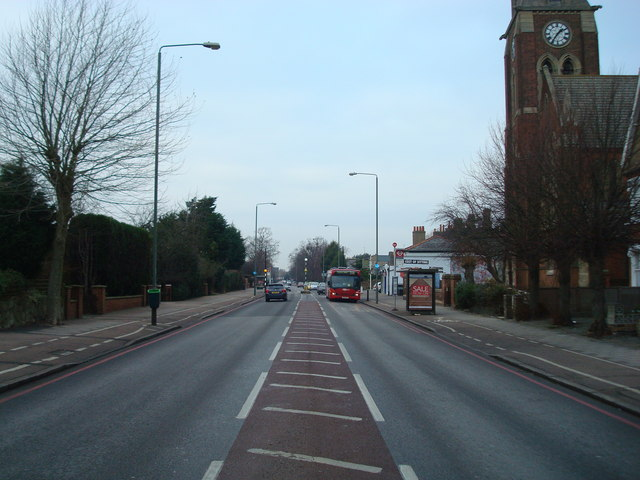
A21 in Bromley (Aufnahme 2009)

A21 road (englisch für Straße A21) ist eine 101 km lange Fernverkehrsstraße in England. Sie beginnt in Lewisham rund 9 km südöstlich des Zentrums von London und führt über den Londoner Vorort Bromley zum Londoner Autobahnring M25 motorway, der bei der Ausfahrt junction 4 erreicht wird. Bei dem Knoten junction 5 wird der Autobahnring wieder verlassen und die A21 setzt sich, Tonbridge westlich und Royal Tunbridge Wells östlich umgehend, als vierspurige Straße in südöstlicher Richtung fort. Ab Kipping’s Cross ist die Straße meist nurmehr zweispurig. Sie führt über Flimwell und an Robertsbridge vorbei nach Hastings an der Küste des Ärmelkanals, wo sie endet.